# Silesiapteron
Silesiapteron – wymarły rodzaj owadów z rzędu Paoliida i rodziny Paoliidae, obejmujący tylko jeden znany gatunek: Silesiapteron jarmilae.
Rodzaj i gatunek opisane zostały w 2013 roku przez Jakuba Prokopa. Nazwa rodzajowa odnosi się do łacińskiej nazwy Śląska, a epitet gatunkowy nadano na cześć Jarmily Kukalovej-Peck. Jedyna znana skamieniałość, prawie kompletne przednie skrzydło, odnaleziona została w polskim Sosnowcu i pochodzi z piętra westfalianu, z wczesnego pensylwanu w karbonie.
Owad ten miał owalne w obrysie przednie skrzydła długości około 71 mm i szerokości 25 mm, o ciemnej błonie z dość grubą siatką żyłek poprzecznych. Pole analne przednich skrzydeł było wąskie, wyposażone w pięć żyłek głównych i pojedyncze rzędy żyłek poprzecznych między nimi. Pole między przednią i tylną żyłką kubitalną było bardzo szerokie i wyposażone w 6 rzędów dużych komórek. Żyłka medialna miała dwa wtórnie rozwidlone odgałęzienia główne. Przednia żyłka kubitalna biegła u nasady bardzo blisko medialnej i nie jest jasne czy żyłki te były połączone arculusem silnie przesuniętym ku nasadzie, czy też arculus nie występował. Wypukła przednia żyłka radialna biegła równolegle do krawędzi kostalnej skrzydła i kończyła się rozdzielając na 4 odgałęzienia, z których każde dochodziło do wierzchołka skrzydła.